# Samanta y...
Samanta y... fue un programa de televisión de la cadena Cuatro y producido por BocaBoca, presentado por la periodista Samanta Villar. Se estrenó el 7 de noviembre de 2017 a las 22:45 horas y sigue el género de docu-reality como ha realizado la periodista en otros programas como Conexión Samanta.
Samanta Villar declaró en enero de 2017 en una entrevista que volvería pronto con un nuevo formato a Cuatro tras el éxito de 9 meses con Samanta, programa en el que relataba su propio embarazo. Tras un parón televisivo por el nacimiento de sus hijos mellizos, Samanta vuelve con el nuevo programa Samanta y... el 7 de noviembre de 2017 en horario de prime time.

## Desarrollo
El primer programa trata la maternidad, tema sobre el que ha comentado Samanta en otras ocasiones y ha creado debate. Entre sus entrevistas destaca un hombre transexual que está embarazado o una mujer embarazada de trillizos. El segundo programa, sobre el sexo, trata temas como el poliamor, el sexo con personas discapacitadas o el alquiler de muñecas sexuales. El tercer programa, sobre el futuro, mostraba a las personas cyborg, la crionización o la alimentación del futuro basada en insectos. El cuarto programa hablaba sobre la cirugía estética, las niñas modelo o la obesidad como belleza (feederism).
En el quinto programa destacaba el miedo, diferenciando entre el temor que sufrimos ante un hecho desconocido o el miedo ante una circunstancia adversa. Samanta se enfrentó a su miedo a las alturas. En el sexto habla sobre la felicidad, Samanta realiza su sueño de bailar una escena en el musical de Dirty Dancing y le ayuda el actor Christian Sánchez, que participa en él. También habla con otras personalidad y anónimos sobre su propio estilo de felicidad. En el programa sobre la vida, Samanta debate sobre la eutanasia en situaciones extremas y habla con personas que han estado al borde de la muerte, ya sea por drogas o sobreviviendo al tsunami del Índico como María Belón; también experimenta su propio funeral como ella lo querría. Por último, en el programa sobre la mentira, Samanta investiga por qué mentimos los seres humanos y con qué propósito. También habla con una niña robada por el franquismo, a la que una mentira le destrozó la vida.

## Temporadas

### Temporada 1
| Programa | Título        | Invitados                                                         | Día de emisión | Audiencia         | Clasificación |        |
| -------- | ------------- | ----------------------------------------------------------------- | -------------- | ----------------- | ------------- | ------ |
| 1        | La maternidad | Soraya Arnelas y Torito                                           | 07/11/2017     | 1 647 000 (11,0%) | [ 4 ]         |        |
| 2        | El sexo       | Daniela Blume, Jorge Javier Vázquez y Adrián Rodríguez            | 14/11/2017     | 1 605 000 (10,4%) |               | [ 5 ]  |
| 3        | El futuro     | José Luis Cordeiro y Goyo Jiménez                                 | 21/11/2017     | 1 289 000 (8,1%)  | [ 6 ]         |        |
| 4        | La belleza    | Santiago Segura, Cristina Rodríguez y Octavi Pujades              | 28/11/2017     | 1 051 000 (6,5%)  | [ 7 ]         |        |
| 5        | El miedo      | Carmen Porter y Juanito Oiarzabal                                 | 12/12/2017     | 986 000 (6,3%)    | [ 8 ]         |        |
| 6        | La felicidad  | Jesús Calleja, Pablo Carbonell, Erik Putzbach y Christian Sánchez | 19/12/2017     | 1 356 000 (8,9%)  |               | [ 9 ]  |
| 7        | La vida       | Bárbara Rey, María Belón y Josef Ajram                            | 09/01/2018     | 1 209 000 (7,2%)  | [ 10 ]        |        |
| 8        | La mentira    | Carlos Bayona, Luis Larrodera, María Lapiedra y Mayka Navarro     | 16/01/2018     | 1 277 000 (8,1%)  |               | [ 11 ] |